# Sylva Knedlová
Sylva Knedlová (* 1. ledna 1934 Zlín), rozená Pešková, je česká pedagožka a komunální politička, členka ODS. Od roku 2022 se jedná o nejstaršího komunálního politika a také nejstarší aktivní a nejdéle působící učitelku v České republice.[zdroj?]

## Životopis
Narodila se jako jedno ze šesti dětí do rodiny zaměstnance v lisovně Baťových závodů a porodní asistentky. Rodina byla aktivní v tamější Sokolské obci a přátelila se s rodinou Tomáše Bati. Samotná Sylva Knedlová byla dokonce focena na jeho reklamních prospektech.
Od mládí sportovala, věnovala se gymnastice, baletu a atletice. Její učitelkou atletiky byla také Dana Zátopková.
Po absolvování ZŠ a ročního kurzu nastoupila na zdravotní školu, kde však po roce ukončila studium a nastoupila na Pedagogické gymnázium v Kroměříži. Po maturitě nastoupila na dálkové studium pedagogiky pro střední školy v Olomouci s aprobací pro tělesnou výchovu a český jazyk.
V roce 1952 začala učit ve Fryštáku, kde se také seznámila se svým budoucím manželem a založili zde rodinu.
Od 90. let 20. století působí jako zastupitelka města Fryštáku a učí také na místní základní škole.